# Muhammad Hassan do Brunei
Muhammad Hassan foi o 9º sultão de Brunei. Ele reinou de 1582 a 1598. Seu predecessor Shah Berunai era seu irmão mais velho que morreu sem herdeiros masculinos. Ele foi sucedido por seu filho mais velho Abdul Jalilul Akbar. Seus outros filhos governaram outros reinos da ilha de Borneo através de alianças e casamentos. 